# Zachorzów
Zachorzów [pronunciación en polaco: /zaˈxɔʐuf/] es un pueblo ubicado en el distrito administrativo de Gmina Sławno, dentro del Distrito de Opoczno, Voivodato de Łódź, en Polonia central. Se encuentra aproximadamente a 6 kilómetros al sureste de Sławno, a 8 kilómetros al suroeste de Opoczno, y a 70 kilómetros al sureste de la capital regional Lodz.